# エルキー
エルキー（Elkie）は香港出身の歌手兼女優である。2016年に韓国の人気ガールズグループCLCに加入した。CLCと共に日本、台湾、中国、ロシアなど数多くの国で公演を行い、2023年には台湾でソロ活動を開始した。

## 来歴
デビュー前は香港で子役として活動していた。香港プロジェクトのガールズグループ「ミツバチ」の元メンバーである。様々なTVBのテレビドラマなどに出演していた。
2016年2月、CUBEエンターテインメント所属の韓国のガールズグループ「CLC」のメンバーとしてデビュー。
2021年2月3日、CUBEエンターテインメント専属契約の満了に伴いCLCから脱退。

## 活動

### シングル
- 私は夢を見る（2018年）

### ドラマ
- 金持ちの息子（2018年、MBC）

### ミュージックビデオ
- BTOB「祈り（I'll Be Your Man）」